# Sandro Bondi
Sandro Bondi (Fivizzano, 14 maggio 1959) è un ex politico italiano, già ministro dei beni culturali nel governo Berlusconi IV.

## Biografia

### Attività politica
Dopo essere stato militante della Federazione Giovanile Comunista Italiana e sindaco di Fivizzano per il Partito Comunista Italiano, è passato negli anni Novanta a Forza Italia di cui è stato coordinatore nazionale dal 2005 al 2008. Dal 2008 al 2011 ha ricoperto la carica di Ministro dei beni e delle attività culturali nel Governo Berlusconi IV.
È stato uno dei tre coordinatori nazionali del Popolo della Libertà dalla sua fondazione, avvenuta nel 2009, incarico da cui ha presentato le dimissioni poi sempre respinte il 30 maggio 2011, a seguito delle elezioni amministrative e il 23 maggio 2012, a seguito delle elezioni amministrative.

#### Studi e attività nel Partito Comunista Italiano
Unico figlio di Renzo Bondi, operaio di idee socialiste, e di Maria Bertoli, emigra con la famiglia in Svizzera, dove trascorre l'infanzia e frequenta le prime scuole a Losanna. Tornato in Italia nel 1970, continua gli studi al Liceo scientifico "Leonardo da Vinci" di Villafranca in Lunigiana. Entra giovanissimo nella Federazione Giovanile Comunista Italiana, della quale diventa presto segretario della Lunigiana. Nel 1984 si laurea in Filosofia presso l'Università di Pisa con una tesi su frate Leonardo Valazzana, anch'egli nato a Fivizzano, predicatore agostiniano avversario di Girolamo Savonarola (il testo, successivamente rielaborato e integrato, è stato poi dato alle stampe sotto forma di saggio nel 2001).
Svolge presso l'Università di Firenze l'attività di ricercatore, milita nel PCI e intanto lavora come assicuratore per la Unipol. Dal 1987 collabora per circa due anni con la testata Il Tirreno.

#### Sindaco comunista di Fivizzano (1989-1992)
Nel 1989 viene eletto sindaco di Fivizzano nelle liste del PCI, venendovi confermato nel 1990, ma nel 1992 la giunta comunale da lui guidata viene rovesciata dai socialisti locali, in associazione con la Democrazia Cristiana. Già allora gli attivisti lo paragonano scherzosamente a un ravanello: cioè rosso fuori e bianco dentro. Nel 1991 aveva aderito al neonato PDS, che lascia nel 1992.

#### Carriera politica in Forza Italia
Attraverso lo scultore Pietro Cascella, che stava lavorando ad Arcore per la cappella funeraria di Villa Berlusconi, nel 1994 conosce Silvio Berlusconi, che gli affida dapprima la direzione del Dipartimento beni culturali del Centro studi di Forza Italia. Successivamente Bondi viene incaricato di curare la corrispondenza personale di Berlusconi, di cui diviene in breve tempo segretario particolare e collaboratore fidato, tanto da ricevere il compito, in occasione della campagna elettorale del 2001, di coordinare la stesura di Una storia italiana, un libro fotografico sulla vita pubblica e privata di Berlusconi spedito, come mezzo di propaganda elettorale in vista delle successive elezioni, a tutte le famiglie italiane.
Bondi ricambia la fiducia accordatagli dal Cavaliere diventandone negli anni uno dei maggiori sostenitori, esternandogli pubblicamente in più occasioni la propria devozione e fedeltà, anche tramite poesie che ha talvolta letto in alcuni programmi televisivi, tanto da essere stato spesso bersaglio di critiche o battute ironiche.
Nel 2001 è eletto alla Camera dei deputati nelle liste di Forza Italia nella III circoscrizione (Lombardia 1) ed entra nella Commissione affari costituzionali della Camera. Dal 2002 è portavoce di Forza Italia.
Nella campagna elettorale per le elezioni regionali del 2005 si occupa della comunicazione del partito e nello stesso anno viene nominato coordinatore del movimento forzista.
Alle elezioni politiche del 2006 riceve un nuovo mandato parlamentare alla Camera, risultando eletto nella circoscrizione XX (Campania 2). Collabora intanto al settimanale Vanity Fair con una rubrica di poesie.
Alle elezioni del 2008 è candidato al Senato della Repubblica nella regione Toscana nelle liste del Popolo della Libertà, nonché candidato del centrodestra alla carica di presidente della Provincia di Massa e Carrara. Viene eletto al Senato, mentre per la presidenza della provincia perde contro il presidente uscente (sostenuto dal Partito Democratico, Italia dei Valori, Partito Socialista e Repubblicani) Osvaldo Angeli, che vince al ballottaggio con il 55,37%, contro il 44,63% di voti raccolti da Bondi.

#### Nel Popolo della Libertà
Dopo il congresso fondativo del Popolo della Libertà, il 29 marzo 2009 ne viene nominato coordinatore nazionale assieme a Ignazio La Russa e Denis Verdini.
Nel novembre 2010 il crollo di una domus a Pompei aveva fatto vacillare il ruolo di Bondi sia nel Governo come Ministro dei Beni Culturali sia nel partito come coordinatore nazionale del PdL in cui il suo ruolo più marginale rispetto agli altri due coordinatori era oggetto di critica di alcuni esponenti del PdL. Il diretto interessato ha però smentito di voler lasciare i suoi incarichi e nonostante le sue dimissioni da Ministro avvenute pochi mesi dopo Bondi confermò di volersi dedicare a tempo pieno al partito e al suo ruolo di coordinatore.
Si dimette dall'incarico il 30 maggio 2011 in seguito alla sconfitta del partito alle elezioni amministrative di quell'anno ma le sue dimissioni vengono respinte dal presidente del PdL Silvio Berlusconi..
Il 1º luglio 2011, durante il Consiglio Nazionale del PdL, Angelino Alfano viene eletto segretario politico del partito, carica istituita dopo la sconfitta amministrativa del 2011. I coordinatori non vengono azzerati come si era all'inizio paventato ma i loro poteri e deleghe sono ridotti: Verdini avrà la delega all'organizzazione del partito, La Russa avrà la delega alla propaganda del partito mentre Bondi alla filosofia del partito e dei suoi valori.
Nel settembre 2011, durante un'intervista al Corriere della Sera, Bondi annuncia la sua intenzione di voler lasciare la carica di coordinatore nazionale del Pdl ma di non poterlo fare a causa di una esplicita richiesta di Berlusconi che lo invitava a continuare il suo lavoro nel partito.
Il 22 maggio 2012, dopo la pesantissima sconfitta del PdL e di tutto il centrodestra alle amministrative 2012 (in alcuni grandi comuni il centrodestra ha dovuto lasciare il ballottaggio contro il centrosinistra a candidati del Terzo Polo o del Movimento 5 Stelle), Bondi ripresenta per la seconda volta le dimissioni da coordinatore nazionale del Pdl soprattutto dopo gli attacchi di giornali di centrodestra come Libero che invitava tutta la classe dirigente del partito e specialmente i 3 coordinatori a fare un passo indietro. Nonostante ciò il presidente Silvio Berlusconi e il segretario del partito Angelino Alfano respingono le dimissioni.

#### Il ritorno a Forza Italia
Il 16 novembre 2013, con la sospensione delle attività del Popolo della Libertà, aderisce a Forza Italia.
Il 24 marzo 2014 diventa membro del Comitato di Presidenza di Forza Italia con l'incarico di commissario incaricato dell'amministrazione del partito.

#### La rottura con Forza Italia e la breve parentesi in ALA
Il 23 aprile 2014 in una lettera pubblicata su un quotidiano italiano afferma che il progetto politico di Forza Italia è fallito e che è opportuno sostenere il governo di Matteo Renzi. Con tali sue dichiarazioni si è posto in netta rottura con la linea politica del partito di Berlusconi. Infatti il 20 maggio si dimette da amministratore del partito lasciando il posto a Mariarosaria Rossi. Il 31 marzo 2015 Bondi lascia il Partito per approdare al Gruppo misto insieme a Manuela Repetti.
Il 15 aprile, in occasione delle votazioni sul decreto antiterrorismo, entrambi votano la fiducia al Governo Renzi, sancendo quindi la rottura definitiva con Forza Italia. Il 18 settembre Bondi e Repetti costituiscono nel Gruppo misto la componente Insieme per l'Italia. Il 13 ottobre Insieme per l'Italia vota a favore della riforma costituzionale del Governo Renzi. Il 22 dicembre Bondi e Repetti aderiscono al gruppo Alleanza Liberalpopolare-Autonomie, guidato da Denis Verdini.
Il 25 febbraio 2016 Bondi vota a favore del ddl Cirinnà sulle unioni civili. Il 20 aprile Bondi e Repetti lasciano ALA e ritornano nel Gruppo misto, dove ricostituiscono la componente Insieme per l'Italia, all'interno della quale rimangono sino alla fine della legislatura. Nel 2018, terminata la legislatura, dichiara di abbandonare la politica ritirandosi a vita privata.

### Ministro dei beni e delle attività culturali (2008-2011).
Nel 2008 è nominato Ministro dei beni e delle attività culturali del Governo Berlusconi IV, lasciando la carica di coordinatore nazionale di Forza Italia a Denis Verdini. Nel corso del suo mandato, a Pompei crollano nel giro di poche settimane la Domus dei Gladiatori e altre tre strutture murarie. La notizia fa il giro del mondo, tanto da far giungere gli ispettori UNESCO. Alla Camera viene presentata in merito una mozione di sfiducia nei riguardi del Ministro Bondi, il quale due anni prima aveva commissariato l'area archeologica di Pompei, affidandola al prefetto Renato Profili. Il 26 gennaio 2011 la Camera dei deputati con 608 presenti respinge la sfiducia con 314 no (Il Popolo della Libertà, Lega Nord, Iniziativa Responsabile e i deputati non iscritti ad alcuna componente Calogero Antonio Mannino e Francesco Nucara), 292 sì (Partito Democratico, Italia dei Valori, Unione di Centro, Futuro e Libertà per l'Italia, Alleanza per l'Italia, Movimento per le Autonomie, Liberal Democratici, il deputato non iscritto ad alcuna componente Giuseppe Giulietti e il deputato delle minoranze linguistiche valdostane Roberto Nicco) e 2 astenuti (Südtiroler Volkspartei)
Il 23 marzo 2011 si dimette dal Ministero, che viene affidato a Giancarlo Galan, fino a quel momento ministro delle politiche agricole, alimentari e forestali.

#### La riforma del MiBAC
Nel novembre 2008 Bondi ha lanciato una riforma dell'organizzazione interna del Ministero, inserendo una figura manageriale a capo della Direzione generale per i Musei, le Gallerie e la Valorizzazione (dizione poi modificata in Direzione generale per la Valorizzazione del Patrimonio Culturale), identificata in Mario Resca, ex amministratore delegato di McDonald's, già consulente per gestione e sviluppo dei musei italiani. In un primo momento, il nome che era stato fatto per lo stesso incarico era quello di Antonio Paolucci, ex sovrintendente ai Beni Culturali della Regione Veneto, poi Sovrintendente del Polo Museale Fiorentino ed infine designato dalla Santa Sede come direttore dei Musei Vaticani.
Contro la riforma e la nomina di Resca si è espresso il 18 novembre 2008, all'unanimità, il Consiglio superiore dei beni culturali, presieduto da Salvatore Settis, in quanto il nuovo ruolo avrebbe assommato competenze relative alla valorizzazione e alla tutela che finivano per accavallarsi con le responsabilità dei sovrintendenti, fino al campo della tutela con il diritto di decidere sul prestito delle opere e con la supervisione sui poli museali di Roma, Napoli, Firenze e Venezia.
Bondi ha in seguito modificato il regolamento del MiBAC, approvato dal consiglio dei ministri del 23 dicembre 2008, eliminando ogni riferimento ai musei. Resca avrà dunque il compito di occuparsi di tutti i luoghi e gli istituti pubblici di cultura (musei, biblioteche, archivi, aree e parchi archeologici, complessi monumentali), con la responsabilità della promozione del patrimonio in Italia e all'estero. Il testo definitivo precisa meglio, inoltre, le responsabilità del manager, per minimizzare eventuali conflitti di competenze, ed evidenziando la separazione tra valorizzazione e tutela. Il testo riformulato è stato approvato dal Consiglio superiore dei beni culturali il 4 dicembre 2008, con 8 si e 3 no.

#### Lo scontro con il Consiglio superiore dei beni culturali
Nella sua azione di ministro, Bondi si è più volte scontrato con il Consiglio superiore dei beni culturali e con il suo presidente, Salvatore Settis, non solo relativamente alla nomina di Resca.
Nel luglio 2008, Settis aveva denunciato il taglio di oltre un miliardo di euro dai già magri bilanci del ministero.
Sempre nel 2008, Settis e il Consiglio superiore si erano opposti alla decisione di prestare alcuni disegni leonardeschi a un museo del Nevada, come richiesto da Alain Elkann, consulente di Bondi, pur contro il parere della direttrice della Biblioteca Reale di Torino, custode delle opere.
Settis si è opposto anche al commissariamento dell'area archeologica romana (affidata a Guido Bertolaso), in compagnia dei funzionari delle soprintendenze di Roma e di Ostia e di quattromila fra professori universitari e studiosi italiani e stranieri. Secondo Settis, ciò mirava allo svuotamento di poteri delle soprintendenze, ottenuto anche tramite mancate assunzioni e minacce di trasferimenti. In seguito, anche l'area di Pompei è stata commissariata da Bondi e affidata a Renato Profili che tuttavia, senza fondi propri, attinge a quelli della Soprintendenza.
Il dissidio si è concluso con le dimissioni di Settis e di altri membri del Consiglio superiore, nel febbraio 2009.
Il 14 marzo 2011 il nuovo Presidente del Consiglio Superiore dei Beni Culturali l'archeologo Andrea Carandini, nominato nel 2009 al posto del dimissionario Salvatore Settis, si dimette in polemica con il Ministro a causa degli eccessivi tagli alla Cultura praticati dal Ministro dell'Economia Giulio Tremonti a cui secondo Carandini Bondi non si era opposto denunciando inoltre una perenne assenza dello stesso Bondi dal Ministero specialmente dopo il respingimento della mozione personale presentata alla Camera dopo i crolli di Pompei.

#### Altre controversie
Da ministro, nel 2010 è stato sorpreso e filmato al Senato mentre votava da "pianista", cioè in luogo di altri colleghi assenti, mentre era in corso la votazione degli emendamenti al disegno di legge della riforma dell'università proposta da Mariastella Gelmini .

## Attività artistica
Dal 20 febbraio 2025 è direttore artistico del Teatro Marenco di Novi Ligure, città in cui ha la residenza.

## Vita privata
Nel 1993 ritrova una sua ex compagna di liceo, Gabriella Podestà, che sposa un anno dopo e dalla quale ha un figlio, Francesco, nato nel 1998.  Nel 2009 ha ufficializzato la separazione dalla Podestà. Nel 2010 l'ex moglie dichiara a un settimanale che Bondi l'avrebbe sottoposta a violenze domestiche e punizioni.
Dal 2009 convive con Manuela Repetti, immobiliarista e figlia di un costruttore edile di Novi Ligure, divenuta parlamentare del Pdl l’anno precedente.

## Opere
- Pietro Cascella. Parole e pietre, a cura di, Firenze, Ponte alle Grazie, 1992. ISBN 88-7928-062-7
- Frate Leonardo Vallazzana. Agostiniano, predicatore e avversario di Girolamo Savonarola, Lucca, Pacini Fazzi, 2002. ISBN 88-7246-497-8
- Tra destra e sinistra. 1994-2004, la nuova politica di Forza Italia, Milano, Mondadori, 2004. ISBN 88-04-52926-1
- La civiltà dell'amore. Politica e potere al femminile, Milano, Mondadori, 2005. ISBN 88-04-54960-2
- Laici e credenti. Una fede comune. La sfida della ragione e la cultura della vita, Milano, Mondadori, 2006. ISBN 88-04-56126-2
- Perdonare Dio. Poesie 2005-2006, Firenze, Edizioni della Meridiana, 2007. ISBN 978-88-6007-078-4
- Fra le tue braccia, Roma, Aliberti, 2008. ISBN 978-88-7424-417-1
- Io, Berlusconi, le donne, la poesia, Claudio Sabelli Fioretti intervista Sandro Bondi, Roma, Aliberti, 2008. ISBN 978-88-7424-331-0
- Il sole in tasca. L'utopia concreta di Adriano Olivetti e Silvio Berlusconi, Milano, Mondadori, 2009. ISBN 978-88-04-57419-4
- Introduzione al catalogo Boldini Mon Amour, a cura di Tiziano Panconi, Pacini Editore, 2008
- Introduzione al catalogo I Macchiaioli, Il Nuovo dopo la Macchia, a cura di Tiziano Panconi, Pacini Editore 2009